# Gili Mocanu
Gili Mocanu (n. 1971, Constanța) este un artist plastic român. A absolvit Universitatea Națională de Arte București în 1999, și a obținut masteratul în 2000 cu expoziția „Gili a murit“. Este considerat unul dintre cei mai promițători și influenți artiști contemporani români.

## Premii și distincții
- 2004 - distins de Muzeul Național de Artă al României cu premiul „Margareta Sterian“ pentru creație plastică.
- 2005 - nominalizat la finala internațională „Premiul Henkel CEE pentru Artă“ din Viena.
- 2007 - premiul I la Rehau ARTCampus Romania

## Cărți publicate
- Sport (poezie, Ed. Pontica, 2005)
- Lih (experiment, Ed. Art, 2009)